# Amalia Ercoli Finzi
Amalia Ercoli Finzi (20 de abril de 1937) é uma astrofísica italiana, que foi a principal investigadora da sonda SD2, a bordo da sonda espacial Philae.

## Vida e educação
Em 1962 Ercoli foi a primeira mulher italiana a graduar-se em engenharia aeronáutica, no Politecnico di Milano.

## Pesquisa e carreira
Finzi lecionou no Politecnico di Milano durante mais de 50 anos. Foi conselheira científica da NASA, Agência Espacial Italiana e Agência Espacial Europeia.
Ercoli é casada com Filiberto Finzi, filho do matemático italiano Bruno Finzi. Tem cinco filhos.